# Eriópide
Eriópide na mitologia grega era mulher de Ileu, madrasta de Medonte, um filho bastardo de Ileu e Rene e irmão de Ájax.
Na Ilíada, Eriópide é mencionada como esposa de Ileu e madrasta de Medonte, filho bastardo de Ileu  com Rene.
Mitógrafos modernos consideram que Eriópide foi a mãe de Ájax, o menor.